# Ginnosuke Tanaka
Ginnosuke Tanaka (田中銀之助), né le 21 janvier 1873 et mort le 27 août 1933, fait ses études à l'école Leys à Cambridge, puis à Trinity Hall, un collège de l'Université de Cambridge. Il introduit le rugby à XV à l'université Keio, avec l'aide d'Edward Bramwell Clarke. Plus tard, il continue une carrière dans la finance.

## Biographie
Ginnosuke Tanaka introduit le rugby à XV à l'université Keio en 1899.